# Mathis Desloges
Mathis Desloges (* 1. Mai 2002) ist ein französischer Skilangläufer.

## Werdegang
Desloges nahm von 2018 bis 2022 an U18 und U20-Rennen im Alpencup teil und gewann dabei in der Saison 2021/22 die U20-Gesamtwertung. Bei den Junioren-Skiweltmeisterschaften 2022 in Lygna belegte er den 32. Platz im Sprint, den 15. Rang im 30-km-Massenstartrennen, den 14. Platz über 10 km klassisch und den zehnten Platz mit der Staffel. In der Saison 2022/23 startete er in Prémanon erstmals im Alpencup, wobei er den 22. Platz im 10-km-Massenstartrennen und den 21. Platz über 10 km Freistil errang. In der Saison 2023/24 holte er in Oberwiesenthal über 10 km klassisch seinen ersten Sieg in dieser Rennserie und nahm in Oberhof erstmals am Skilanglauf-Weltcup teil, wobei er den 58. Platz im 20-km-Massenstartrennen errang. Beim folgenden Weltcup in Goms holte er mit dem 25. Platz im 20-km-Massenstartrennen seine ersten Weltcuppunkte.

## Siege bei Continental-Cup-Rennen
| Nr. | Datum          | Ort            | Disziplin                       | Serie    |
| --- | -------------- | -------------- | ------------------------------- | -------- |
| 1.  | 7. Januar 2024 | Oberwiesenthal | 10 km klassisch Individualstart | Alpencup |